# 明恩寺 (大田市)
座標: 北緯35度02分04秒 東経132度24分29秒 / 北緯35.0345050166度 東経132.40799979度
明恩寺（みょうおんじ）は、島根県大田市に所在する浄土真宗本願寺派の寺院。山号は佛護山（ぶつござん）。

## 起源
- 備後守護代 山内首藤氏の一支山内（やまのうち）首藤新十郎（養安）が、月山富田城の戦いの後に、諸行無常を感じて仏門に入る事を決意し禅僧となる。大家本郷の禅宗 仏心寺（創立不詳）を購入し本尊に数十年奉仕する。
- 元和6年（1620年）、大森（現石見銀山周辺）の真宗 石金明恩寺（創立不詳）を私財の銀50貫で購入し現在地の大家本郷に移築し、仏心寺と併合し、佛護山明恩寺（現・明恩寺）を建立、真宗に転じる。
- 学僧、学者、文人を輩出する。
- 広大な田地、山林、醸造権、など所有した。

## 伽藍、寺宝、他
- 経蔵：築約400年。数度にわたり増改築。歴代の学僧の経典、文献、古文書など所蔵。
- 本尊：阿弥陀如来、本願寺12代宗主准如より拝領。春日作。
- 銀杏(雌雄)：樹齢約400年。参道寺院入り口。
- 古井戸：創立当初約400年井戸が3個あったが1つは改修現在でも使用。1つは大正時代くらいまで地酒羅浮仙の源泉として提供。1つは廃止。

## 歴代住職
- 禅宗 大家 仏心寺（創立年度など不詳）
- 大森 石金明恩寺（創立年度など不詳）
  - 1620年、山内新十郎入道養安（のちの釋養安）が上記2寺院を併合し、佛護山明恩寺（現・明恩寺）となる。
- 開祖　　釋養安（1628年没）
- 第2世　釋教專（没年不詳、1600年代没）
- 第3世　釋淨恩（1694年没）
- 第4世　釋能傳（1718年没）
- 第5世　釋興善 律師（1732年没）
  - また鴻漸、春雄、また號風山、一號一栗、又號松雲堂
  - 明恩寺　中興
  - 龍吟律師師友
  - 本願寺 能化 知空に師事[1]
  - 数多の著述、書画をのこす。
- 第6世　釋空鏡（1758年没）補僧都、従権大僧都
- 第7世　釋興端（1784年没）
- 第8世　真實院釋興範（1823年没）
  - 本堂、庫裏焼失、再建
- 第9世　釋興教（1839年没）
- 第10世　釋興忍（1872年没）
- 第11世　釋興隆（1916年没）
  - 浜田　楓川教校（楓川仏教中学校）開設（国中勧進、募財で竣工）、楓川教校副監に就任[2]
  - 温泉津横道信光庵創設に関し、明恩寺より内仏を移設、財政支援し、寄留地とする。
- 第12世　賢正院釋晋郷勧学（1945年没）
  - 浄土真宗本願寺派 勧学、旧制第三高等学校教授、安居本講主管、衆議寮員
  - 本堂、庫裏　全焼、半焼　（1893年）
  - 本堂、庫裏再建（1895年）
  - 梵鐘、喚鐘供出　（不在寺院強制供出、名鐘滅失）
- 第13世　慈光院釋邦臣（1998年没）
  - 京都大学 名誉教授、浄土真宗本願寺派教学審議会委員
  - 喚鐘新造
  - 農地解放により不在地主で田地その他、地目農地登録の土地は全て失う。
- 山内雅子（前坊守 僧侶）元サロン・デ・ボザール同人、1990年第14回サロン・デ・ボザール会員展優秀賞、1992年第20回記念サロン・デ・ボザール展秀作保存特選賞、1993年ボサロン・デ・ボザール会員展入選賞
  - 本堂解体、庫裏改修、経蔵改修、他
- 第14世　山内喬興（現住職）

## 蔵書、古文書、そのほか
- 別途

　　寺社之儀ニ付被仰渡之趣御請書

## 親戚寺
- 奈良：正覚寺[3][4]、西光寺、他
- 大阪：圓城寺[5]、真宗寺、託明寺、他
- 京都：正善寺、他
- 福井：称名寺、千福寺、弘誓寺、仏照寺、他
- 島根：法乗寺、西勝寺、他
- 関東：淨光院、他
- 九州

## 交通アクセス
- JR山陰本線大田市駅から、石見交通バス　大森・大家線　大家バス停　下車　徒歩5分。